# 猪口力平
猪口 力平（いのぐち りきへい、旧字体：豬口 力平󠄁、1903年10月17日 - 1983年7月13日）は、日本の海軍軍人。海兵52期。最終階級は海軍大佐。戦後改姓し、詫間 力平（たくま りきへい）となった。神風特別攻撃隊の命名者。

## 経歴
1903年10月17日、鳥取県鳥取市で大工棟梁・猪口鉄蔵のもとに生まれる。兄に猪口敏平がいる。1924年7月24日、海軍兵学校52期を卒業、少尉候補生。1925年12月、海軍少尉に任官。1927年12月、中尉昇進。1930年12月、大尉昇進。1931年11月、砲術学校高等科を卒業し、戦艦「伊勢」分隊長に着任。1932年12月、海軍兵学校教官着任。1934年11月1日、海軍大学校甲種学生34期に入校し、1936年11月26日に卒業。1936年12月、少佐に昇進し、軽巡「鬼怒」砲術長に着任。1937年3月、第5戦隊参謀に着任。1937年12月、海防艦「磐手」副砲長に着任。1939年2月、海軍兵学校教官に着任。1940年10月、第7戦隊参謀に着任。1941年10月、海軍中佐に昇進し、人事局第1課員に着任。1943年2月、横須賀航空隊付。1944年2月、第153航空隊司令に着任。1944年7月、第23航空戦隊参謀に着任。
1944年8月、第一航空艦隊首席参謀に着任。1944年10月、大佐昇進。
1944年10月19日夕刻、マバラカットに第一航空艦隊長官に内定した大西瀧治郎中将が到着した。大西中将は猪口と二〇一空副長玉井浅一中佐などを招集し、航空機による体当たり攻撃を提案した。玉井が人選を行ったが、指揮官の選考で猪口は海軍兵学校出身者がいいと注文し、関行男が選ばれた。また、猪口は「神風特別攻撃隊」の名前を大西に提案し認められた。10月20日、大西による訓示と部隊名発表があり、神風特別攻撃隊が編成された。猪口によれば、「神風」の由来は郷里の道場「神風（しんぷう）流」から名付けたものである。
なお、以上の経緯については、大西到着以前から、軍令部の源田実や現地司令部との間で「神風」ばかりか諸部隊の名まで電文でやり取りされている、関行男は特攻を押付けるために呼びよせられた節が多々ある等の点で、多くの研究者から疑問が呈されていて、特攻の段取りは、海軍軍令部の総意として、既に源田、玉井、猪口らの間で進められていたのではないかという見方も強い（参照：大西瀧治郎#最初の特攻実施を大西が決定したという説への疑問）。
その後、神風特攻隊編成命令書が大西、猪口、門司親徳によって起案され、21日に中央各所へ送信された。その3日後の24日、兄の猪口敏平がシブヤン海海戦で戦艦「武蔵」艦長として戦死している。
1944年10月27日、第一航空艦隊と第二航空艦隊を統合した第一連合基地航空隊が編成され、その神風特攻隊の実施と指導、教育を猪口が担当した。1944年11月19日、猪口は大西瀧治郎中将とともに中央へ300機の戦力充当を要求しに行き、練習飛行隊からの零戦隊150機の抽出が認められる。その戦力は新編特別攻撃隊として台湾で訓練を行うことになり、猪口はその指導に当たって10日ほど訓練した戦力をフィリピンに送った。12月23日、台湾での訓練指導は終了し、猪口もフィリピンへ移動する。1945年1月10日、猪口ら一航艦司令部は台湾に移動。
1945年3月、第10航空艦隊参謀に着任。各基地を回って特別攻撃隊員に対してフィリピンにおける神風特攻隊員についての講話を行う。1945年5月、鈴鹿航空隊司令の就任。1945年8月3日、軍令部員に就任。1945年9月、人事局出仕。1945年11月、予備役に編入。1947年11月28日、公職追放の仮指定を受ける。戦後、詫間と改姓し、海上自衛隊幹部学校で統帥学の講義を担当していた。
1951年、猪口は、神風特攻隊の歴史・記録を残すため、『神風特別攻撃隊』を中島正との共著で出版する。この著書に対し、作家大岡昇平等からは「元参謀が『きけわだつみのこえ』（1949年刊）に対抗して神風特攻を正当化するために書いた本であるから志願を美化する意向が働いている」という批判もあった。生出寿は、『神風特別攻撃隊』の内容につき、特攻の責任を大西瀧治郎の推進と特攻隊員本人の志願に押し付け、自身らに責任はないとしているようだと評している。本には、特攻は現場兵士らの熱望によって生まれ、志願者は後をたたなかったと書かれ、その裏付けるとして数通の遺書が引用されている。これらの遺書は、第二復員省が民間の近江一郎なる人物を支援し、近江が特攻隊員の遺族らから自身の訪問すら口止めして回収していたもので、この近江とやり取りしていたのが猪口力平であったことが、今日判明している。猪口の長男・詫間晋平は、調査や遺書の回収は、亡くなった隊員の慰霊に使う為だったのではないかと語るが、元海軍大尉・横山岳夫によれば、本来の目的は回収ではなく遺族の意識調査で、海軍復活を目指していた関係で不都合な事実を消す為に遺族のもとから遺書を回収したのではないかと語っている。近江は5年間で全国40の道府県、およそ2000の遺族の元をほとんど1人で訪れたはずであるが、本の中で公表された遺書はわずか7通に過ぎない。

## 著作
- 『神風特別攻撃隊』（日本出版協同） 1951初版、中島正との共著
- 『神風特別攻撃隊の記録』（雪華社、1984年改訂版） ISBN 4-7928-0210-5　　中島正との共著、1963年初版。グーテンベルク21のデジタル書籍版もある。